# モンターニュ (ジロンド県)
モンターニュ （Montagne）は、ジロンド県のほぼ中央部、ドルドーニュ川の右岸地域にある村で、サンテミリオン村の北に位置する。「一面のブドウ畑」の村で、モンターニュ・サンテミリオンとサンジョルジュ・サンテミリオンの二つのAOCがある。
人口は1585人あり、小郡（カントン）の中では、いちばん多いが、これは戦後にサンジョルジュ村などと合併したためで、小郡庁舎はリュサック村にある。
ワインはメルローを中心にして作られたものが多く、4つあるサンテミリオン衛星地区の中では優れたものといわれている。